# Озеро страха 4: Последняя глава
Озеро страха 4: Последняя глава (англ. Lake Placid: The Final Chapter, в титрах просто Озеро страха 4) — американский фильм ужасов 2012 года. Прямое продолжение фильма 2010 года Озеро страха 3. Премьера состоялась 29 сентября 2012 года на кабельном телевизионном канале Syfy.
Четвертая часть серии фильмов, рассказывающая историю крокодилов-убийц, терроризирующих местное сообщество. Премьера фильма состоялась 29 сентября 2012 года на Syfy и была выпущена на DVD 19 февраля 2013 года. Как следует из названия, изначально предполагалось, что фильм станет последней частью серии, но в 2015 и 2018 году вышли Озеро страха: Анаконда и Озеро страха: Наследие. Последний является перезапуском серии, игнорирующий всю историю первых пяти фильмов.
Фильм получил хоть и в основном негативные отзывы, но они были намного лучше, чем у предыдущих продолжений, однако в прокате фильм показал себя довольно плохо.

## Сюжет
Агент Агентства по охране окружающей среды Реба вместе с Деннисом и шерифом Терезой Джов отправляются в Черное озеро и нейтрализуют младенца крокодила с помощью транквилизатора. Они встречают лейтенанта Райана Лоффина на суше и едут к забору на десять тысяч вольт, построенному Инженерным корпусом армии. Дочь Терезы, Хлоя, и ее подруга Элейн присоединяются к команде по плаванию Маршфилд в туристическом автобусе, который по ошибке проезжает через ворота огражденного электрическим забором парка в сторону Черного озера, а не чистого озера, и команда по плаванию проводит там ночь. ведя различные разговоры. Деннис ищет в лесу крокодила, но на него нападает крокодил. Водитель автобуса Гас использует озеро как ванную комнату, шпионя за двумя девушками, играющими в воде без верхней части купальника, и был убит крокодилом после того, как девушки вышли из воды. На следующее утро, когда полицейские были в тревоге, команда по плаванию решает прокатиться по озеру на водных лыжах, и один из них, Джоуи, падает с гидроцикла. В воде на него нападает рой маленьких крокодилов, и он убит. Студент на пляже утаскивает крокодил в воду, а другой убит при попытке сесть в автобус. Остальные студенты и тренер благополучно попадают в автобус перед дальнейшими атаками. Хлоя, которая заблудилась в лесу, встречает Макса после того, как он упал с платформы для отдыха на вершине дерева. Команда находит часть скелета крокодила в туше крокодила. Команда по плаванию продолжает бежать по лесу, пока не находит заброшенный лагерь и крокодила поменьше. Группа убегает по отдельности, и Бриттани попадает в ловушку на веревке и оказывается привязанной к дереву. Крокодил отрубил ей голову, что привело к ее гибели. Хлоя падает в яму, попадает в ловушку и сражается с крокодилом. Макс отвлекает крокодила камнем, а Хлоя подавляет его, поражая его незаряженным ружьем. Команда находит раненого Денниса, в то время как Хлоя достает сотовый телефон изо рта крокодила. Макс отправляет веревку, чтобы вытащить Хлою из норы, когда крокодил просыпается. Команда благополучно приземляется, и внезапно Деннис оказывается под автобусом и убит крокодилом. Оставшаяся команда по плаванию и Макс сталкиваются с Джимми Бикерманом, который «насильно» побуждает детей сесть в его лодку. Тренер Маклин остается на суше и его убивает крокодил. Студенты и Макс взят в заложники Джимми. Они возвращаются на землю и попадают в хижину. Затем Джимми находит у берега гнездо из яиц. Команда находит Тину у электрического забора, в то время как Джимми крадет яйца из гнезда и укладывает их в свою сумку. Элейн находит одну комнату хижины, полную плоти и крови, и на нее нападает крокодил. Хлоя и другие убивают крокодила, в то время как Элейн все еще выживает, получив травмы. Они воссоединяются с командой, а Реба обвиняет Джимми в его действиях. Джимми берет Макса в заложники, в то время как крокодил вырывается из цепей и берет с собой лодку. Дрю пожирает, когда он пытается плыть к лодке, в то время как остальные отступают к электрическому забору. Тереза уклоняется от нападающего крокодила, в результате чего он врезается в забор, в результате чего он умирает от удара током. На следующее утро Джимми просыпается и насмехается над последним крокодилом. Он бросает свою сумку и, кажется, пожирает его, когда крокодил цепляется за его ногу. Приезжает скорая помощь, чтобы поддержать выживших у электрического забора. Тереза и Райан страстно целуются. В конце концов, женщина, бегущая трусцой по лесу, думает, что озеро теперь свободно от крокодилов, но ее убивает последний крокодил, который все еще остается.

## Актёры
| Актёр          | Роль          |
| -------------- | ------------- |
| Элизабет Рём   | шериф Джиов   |
| Янси Батлер    | Реба          |
| Пол Николлс    | Лофлин        |
| Роберт Инглунд | Джим Бикерман |

## Критика
Фильм получил в целом негативные отзывы, в основном из-за использования нереалистичной бюджетной компьютерной графики и открытого финала, который противоречит его названию. Тем не менее, «Последняя глава» также была признана лучшим продолжением первого фильма. Он получил положительные отзывы от некоторых критиков, которые высоко оценили его сюжет и развитие персонажей.
Дэвид Э. Келли, автор оригинального фильма, дал фильму 4,5 звезды из 5 и сказал: «Это действительно последний фильм? Концовка не заставляет меня так думать. Я рад видеть Роберта Инглунда в этом и некоторых актёров из предыдущего фильма! Эффекты все еще хромают, как во втором, так и в третьем, но история хорошая».